# Lisandro de la Torre
Lisandro de la Torre (ur. 6 grudnia 1868 w Rosario, zm. śmiercią samobójczą 5 stycznia 1939 w Buenos Aires) – argentyński polityk, publicysta, prawnik i właściciel ziemski.
W 1898 założył gazetę La Republica. W 1908 założył Ligę Południową (Liga de Sur), organizację, która broniła spraw farmerów z prowincji Santa Fe. W 1914 założył Postępową Partię Demokratyczną. W 1916 oraz w 1931 kandydował na prezydenta. Był również senatorem (1931-1937). Wystąpieniami piętnującymi korupcję rządową zapewnił sobie szeroką popularność.

## Więcej o Lisandro de la Torre
- Biblioteca Popular Lisandro de la Torre